# Charlie Mackesy
Charlie Mackesy (* 22. Dezember 1962 in Northumberland, Vereinigtes Königreich) ist ein britischer Künstler, Illustrator, Autor, Drehbuchautor und Filmregisseur. Für seinen animierten Kurzfilm Der Junge, der Maulwurf, der Fuchs und das Pferd wurde er bei
den Academy Awards 2023 mit einem Oscar ausgezeichnet.

## Leben
Mackesy wuchs in Northumberland auf. Sein Vater war Schiffsarchitekt und seine Mutter eine Hausfrau. Mackesys Großeltern väterlicherseits waren der Generalmajor Pierse Joseph Mackesy und die Schriftstellerin Leonora Mackesy, die unter den Pseudonymen Leonara Starr und Dorothy Rivers Harlekin-Romanzen schrieb. Zweimal besuchte er die Universität, verließ diese jedoch binnen einer Woche wieder.
Mackesy begann seine Karriere als Cartoonist für The Spectator und wurde später Buchillustrator für die Oxford University Press. Er arbeitete mit Richard Curtis bei dessen Liebeskomödie Tatsächlich… Liebe (2003) zusammen. Im Jahr 2020 arbeitete er auch für die CBS News Sunday Morning und 2021 für die Fernsehserien Today und Lorraine, für die er eine Reihe von Zeichnungen erstellte, die für Comic Relief versteigert werden sollten. In letztgenannter trat er als Gaststar auf. Als es darum ging, wer an Nelson Mandelas Unity Series-Projekt, einem Lithographieprojekt, mitarbeiten sollte, wurde Mackesy ausgewählt. Mackesys Gemälde wurden vielfach ausgestellt, beispielsweise bei Sotheby’s in London. Seine Bronzestatuen sind an diversen öffentlichen Orten in London zu finden, so beispielsweise am Highgate Cemetery. Mackesy leitet zudem ein Sozialprojekt unter der Bezeichnung „Mama Buci“ in Sambia, das Familien mit niedrigem oder gar keinem Einkommen dabei hilft, sich ein Standbein als Imker zu schaffen.
2019 wurde Mackesys Buch The Boy, the Mole, the Fox and the Horse veröffentlicht, für dessen Verfilmung als animierten Kurzfilm unter dem deutschen Titel Der Junge, der Maulwurf, der Fuchs und das Pferd arbeitete Mackesy mit Peter Baynton und mit den Produzenten J. J. Abrams, Matthew Freud, Woody Harrelson und Cara Speller zusammen. Der Film handelt von der Suche eines kleinen Jungen nach einem Zuhause und der Freundschaft, die er mit einem Maulwurf, einem Fuchs und einem Pferd schließt und wertvollen Erkenntnissen, die die vier gewinnen. Für und mit diesem Film wurde Charlie Mackesy gemeinsam mit Matthew Freud mit einem Oscar ausgezeichnet.  Mackesy wurde zudem für und mit dem Film gemeinsam mit Peter Baynton, Cara Speller und Hannah Minghella mit einem BAFTA Award in der Kategorie „Bester britischer animierter Kurzfilm“ ausgezeichnet.
Das Buch hält den Rekord für die meisten aufeinanderfolgenden Wochen in der Sunday Times, Rubrik Non-Fiction Charts, über alle Formate hinweg und ist die am längsten laufende Sonntag-Times-Non-Fiction Nummer eins aller Zeiten. Auch in der New York Times wurde das Buch, das in mehr als 40 Sprachen übersetzt worden ist, zum Bestseller.
Charlie Mackesy lebt zwischen Brixton, Süd-London und Suffolk.

## Auszeichnungen
- 2023: nominiert für den Annie Award in der Kategorie „Beste Regie in einer animierten Fernsehproduktion“ gemeinsam mit Peter Baynton, sowie in der Kategorie „Beste Musikleistung in einer animierten Fernsehproduktion“ gemeinsam mit Peter Baynton, für Der Junge, der Maulwurf, der Fuchs und das Pferd.
- 2023: BAFTA Award in der Kategorie „Bester britischer animierter Kurzfilm“ gemeinsam mit Matthew Freud, für Der Junge, der Maulwurf, der Fuchs und das Pferd.
- 2023: Academy Award („Oscar“) in der Kategorie „Bester animierter Kurzfilm“ gemeinsam mit Matthew Freud, für Der Junge, der Maulwurf, der Fuchs und das Pferd.
- 2021: Illustrator des Jahres bei den British Book Awards.
- 2020: Nielsen Bestseller Awards, Aufnahme in die Hall of Fame des 21. Jahrhunderts.[6]
- 2020: GQ Men of the Year Awards.[5]
- 2020: Maddox Gallery Künstler des Jahres.[7]